# Mathilde Méliot
Pour les articles homonymes, voir Knoll (homonymie).
Mathilde Méliot, née Elisabeta Mathilde Knoll le 17 septembre 1862 à Gamburg et morte après 1927, est une journaliste, une économiste spécialiste des questions financières, et une féministe d'origine allemande établie en France.
Journaliste économique au quotidien La Fronde sous le pseudonyme Triboulette, elle devient en 1901 la première femme « membre correspondant » de la Société d'économie politique et en 1905 la première femme à entrer dans la salle des marchés de la Bourse de Paris.

## Biographie

### Jeunesse et famille
Elisabeta Mathilde Knoll naît en 1862 à Gamburg, en Allemagne, fille de Johann Friedrich Knoll et de son épouse Barbara Elisabetha Keller. Issue d'un milieu bourgeois, première d'une fratrie de onze enfants, elle est élevée au couvent des Ursulines de Würzburg, en Bavière. 
En juin 1890, établie en France et artiste peintre, elle épouse à Asnières Adolphe Méliot, homme de lettres avec lequel elle vit 12 rue Rouget-de-Lille. Le marié, qui a pour témoin de mariage le peintre Jean Béraud, est né à Florence, au gré des déplacements de son père, professeur agrégé d'anglais et fondateur d'une école en Angleterre puis en Italie. Auteur de divers ouvrages sur la musique et la littérature, Adolphe Méliot devient directeur de la Librairie internationale à Paris. Le couple s'installe 54 rue Saint-Georges.

### Parcours
À partir de décembre 1897 et jusqu'en avril 1904, Mathilde Méliot écrit pour le journal féministe La Fronde, dirigé par Marguerite Durand. Sous le nom de plume Triboulette, elle y tient notamment une rubrique économique intitulée La Finance, sans qu'on sache aujourd'hui comment elle a été amenée à se spécialiser dans les questions boursières et financières. Ses conseils sont jugés pertinents et judicieux. Selon les nouvelles pratiques de l'époque, elle exerce un journalisme de terrain. Ainsi, au fil de ses articles, alors que les femmes sont interdites d'entrée à la Bourse de Paris depuis 1724, elle raconte comment elle parvient à en obtenir l'accès : d'abord entrée incognito dans le palais Brongniart déguisée en homme, elle obtient vers 1897 l'autorisation d'accéder au péristyle qui entoure le bâtiment, puis après une série de péripéties, à la salle des marchés en 1905.  
Parallèlement à ses contributions dans La Fronde, Mathilde Méliot publie en 1898 et 1899 un Dictionnaire illustré des monnaies et un Dictionnaire financier international, théorique et pratique, co-signés avec son mari. En janvier 1900, elle rachète l'hebdomadaire économique Le Monde financier et en prend la direction. Un article de La Fronde souligne que « c'est la première fois qu'un journal [aussi spécialisé] sera dirigé par une femme »,. Après avoir été conviée en novembre 1900 à assister à une des réunions mensuelles de la Société d'économie politique (SEP), Mathilde Méliot en devient au mois de mars suivant la première femme « membre correspondant » — ce qui l'autorise à participer aux réunions — puis en novembre 1903 un membre à part entière. Cette élection, saluée dans plusieurs journaux, marque la reconnaissance par la SEP de ses compétences de journaliste économique. Avec Clémence Royer (morte quelques mois plus tôt) et Marie Le Roy, elle devient ainsi l'une des trois premières femmes élues membres de plein droit de l'association, mais ne publie pas, contrairement à ses deux consœurs, d'articles dans le Journal des économistes, revue étroitement liée à la SEP. En revanche, elle participe effectivement à plusieurs réunions, discourant lors de sa première participation en décembre 1903 sur le sujet des femmes. Au cours du débat, intitulé « Le féminisme doit-il attendre quelque chose des économistes ou doit-il les craindre ? », Mathilde Méliot aborde de nombreuses questions : retard de la France en matière de droits des femmes, assignation des femmes aux rôles de courtisanes ou de ménagères, inégalités salariales entre hommes et femmes, baisse du taux de natalité, etc. Si la journaliste affirme que les femmes devaient logiquement être soutenues par les économistes, la réaction des participants, notamment sur la question du natalisme, est mitigée. Après ce premier débat, les interventions de la journaliste porteront sur des questions économiques plus générales. Ainsi, en 1906, elle demande, lors d'une de ses allocutions, l'introduction dans la législation française du chèque barré, dont le paiement ne peut se faire que par l'intermédiaire d'une banque. Le débat ainsi soulevé aboutit au vote de la loi du 30 décembre 1911, faisant du chèque français un titre bancaire. 
Alors que La Fronde cesse de paraître, en 1905, Mathilde Méliot s'associe à la journaliste et féministe Jane Misme pour lancer l'hebdomadaire La Française qui voit le jour le 21 octobre 1906. Toutefois, si elle fait partie, avec Marguerite Durand, des cofondatrices du journal, elle ne semble pas y avoir contribué ensuite. Elle continue de publier avec son mari des ouvrages d'économie, tandis que leurs précédentes publications sont régulièrement rééditées.
Au début des années 1910, Mathilde Méliot est membre du comité de l'Association des secrétaires de rédaction. Bien que française par son mariage, ses origines allemandes lui valent d'être inquiétée pendant la Première Guerre et visée par certains journaux anti-allemands. Ainsi, le 1er décembre 1915, le Bulletin de la ligue anti-allemande la dit exilée « dans une ville du midi où elle est étroitement surveillée » et demande pourquoi cette « boche aimé [sic] des boches » n'a pas été renvoyée de l'Association de la presse financière. Le Carnet de la semaine relaie quelques mois plus tard des informations selon lesquelles, « après avoir été enfermée dans un camp de concentration comme originaire du duché de Bade, [elle] aurait été remise en liberté et serait actuellement réfugiée en Suisse. » Après-guerre, son nom n'est plus cité qu'occasionnellement dans la presse, comme en octobre 1923, lorsque Le Petit Bleu de Paris la surnomme avec ironie « la bavaroise aux chocolats » et se moque de son accent. 
En 1924, Mathilde Méliot réside dans sa ville natale de Gamburg. En octobre 1925, veuve, elle embarque à Brême sur le paquebot Luetzow pour New York, où vit sa sœur Lizzie et où elle prévoit de rester un an. Domiciliée à Gamburg, elle est à nouveau membre correspondant de la Société d'économie politique en 1927,. On perd sa trace après cette date.

### Postérité
Malgré le rôle important joué en son temps, Mathilde Méliot est tombée dans l'oubli, absente (ou à peine mentionnée) dans des ouvrages de référence sur le féminisme ou l'économie. L'historienne Nathalie Sigot y voit deux causes : « en tant que féministe, elle était occultée par Marguerite Durand, dont le rôle était beaucoup plus largement reconnu. En conséquence, sa contribution a été minimisée et généralement limitée au fait qu’elle soit la première femme à entrer en Bourse. Deuxièmement, en tant que journaliste, elle était spécialisée dans un sujet — la finance et la banque — qui n'était pas considéré comme adapté aux femmes. »

## Publications
- Articles signés Triboulette, La Fronde, 1897-1904, lire en ligne sur Gallica
- Mathilde Méliot et Adolphe Méliot, Dictionnaire illustré des monnaies : poids, titre, valeur, systèmes monétaires de tous les pays, Paris, Garnier, 1898 (lire en ligne)
- Mathilde Méliot et Adolphe Méliot, Dictionnaire financier international, théorique et pratique. Guide financier pour tous les pays, Paris ; Nancy, Berger-Levrault, 1899
- Mathilde Méliot et Adolphe Méliot, La Monnaie, le change, l'arbitrage, le crédit, Paris, O. Doin et fils, 1908
- Mathilde Méliot et Adolphe Méliot, La Nouvelle Loi anglaise sur les sociétés par actions, « Companies (Consolidation) Act 1908 », en vigueur depuis le 1er avril 1909, annulant et remplaçant les précédentes, traduite pour la première fois par M. et A. Méliot, avec formules et tableaux, Paris, L. Larose et L. Tenin, 1909

## Décorations
- Officier de l'Instruction publique, 1909[19]
- Officier d'académie, 1909[2]

## Archives personnelles
- Bibliothèque Marguerite-Durand, Paris, cotes DOS MEL, 099 B 108, 091 MEL (note autobiographique manuscrite, photographie, correspondance)